# Bill Watterson
William B. 'Bill' Watterson II (5 juli 1958) is een Amerikaanse cartoonist en de auteur van de stripreeks Casper en Hobbes. Kenmerkend voor hem zijn zijn controversiële standpunten omtrent het auteursrecht van zijn strips.
In de vroege jaren van zijn carrière maakte hij verschillende tekeningen en bijkomende bijdragen voor Target: The Political Cartoon Quarterly. Zijn carrière als cartoonist liep van 1985 tot 1995. Hij trok zich eind 1995 terug met een korte verklaring voor krantenredacteurs en zijn fans, dat hij vond dat hij alles al bereikt had wat hij kon in het stripmedium. Sindsdien maakt hij heel soms nog tekeningen, zoals in november 2014 toen hij het affiche ontwierp voor het Internationaal stripfestival van Angoulême van 2015.
- Bibsys: 90352449
- Biblioteca Nacional de España: XX1004530
- Bibliothèque nationale de France: cb12069384j (data)
- Catàleg d'autoritats de noms i títols de Catalunya: 981058515294006706
- CiNii: DA09858935
- Gemeinsame Normdatei: 115146369
- International Standard Name Identifier: 0000 0001 2139 406X
- Library of Congress Control Number: n87934510
- Bibliotheek van het Japanse parlement: 00476897
- Nationale Bibliotheek van Tsjechië: kv2007386748
- Nationale bibliotheek van Australië: 35526975
- Nationale Bibliotheek van Israël: 987007408579905171
- Nationale Bibliotheek van Polen: a0000001955288
- Nationale en Universitaire bibliotheek Zagreb: 000665804
- Nederlandse Thesaurus van Auteursnamen: 073546690
- Réseau des bibliothèques de Suisse occidentale: 02-A003960211
- RKD-Nederlands Instituut voor Kunstgeschiedenis: 294387
- Istituto Centrale per il Catalogo Unico: RAVV070412
- LIBRIS: 295304
- SNAC: w66h690v
- Système universitaire de documentation: 028968212
- Trove: 985124
- Union List of Artist Names: 500123927
- Virtual International Authority File: 73875998
- WorldCat: E39PBJkD9VjP7DDrBXvWRXXfMP